# Verzweigung (Linguistik)
Als Verzweigung wird in der Linguistik die Richtung bezeichnet, in die Syntaxbäume verzweigt sind. Dabei werden rechtsverzweigte Syntaxbäume nach rechts hin komplexer, während linksverzweigte Syntaxbäume nach links hin komplexer werden, also der Kopf (bestimmendes Wort einer Phrase) sich auf der linken Seite (rechtsverzweigt) oder auf der rechten Seite (linksverzweigt) einer Phrase befindet.

## Beispiele für Verzweigungen
Eine Linksverzweigung liegt beispielsweise im Satz "Der Gärtner gräbt". Bei diesem Satz handelt es sich um eine Verbalphrase (VP). Bei weiterer Unterteilung entsteht ein Verb (VERB) und eine Nominalphrase (NP). Die Nominalphrase lässt sich ihrerseits erneut in einen Artikel (ART) und ein Nomen (N) unterteilen. Es lässt sich also jeweils die linke Seite weiter unterteilen, bis die Wortebene erreicht ist.
Eine Rechtsverzweigung liegt bei dem Satz "Er sieht einen Baum". Er ist dabei ein Pronomen (PRON) und eine Verbalphrase. Diese Verbalphrase lässt sich wiederum in ein Verb und eine Nominalphrase unterteilen. Die Nominalphrase lässt sich dann wieder in den Artikel und das Nomen unterteilen. Anders als beim ersten Beispiel wird der Satz also zur rechten Seite komplexer, es lässt sich immer die rechte Seite weiter unterteilen, bis die Wortebene erreicht ist.

## Sprachen
Da kaum eine Sprache ausschließlich rechts- oder linksverzweigt ist, lassen sich meistens nur Tendenzen feststellen. Deutsch und Englisch gelten beispielsweise beide als rechtsverzweigte Sprachen, da sie meistens Objekte nach dem Verb ansiedeln. Dennoch siedeln sie Adjektive meist vor ihren Nomen an, erstellen somit linksverzweigte Phrasen. 
Es gibt aber auch Sprachen, die streng rechts- oder linksverzweigt sind. Japanisch ist ein Beispiel für eine sehr stark linksverzweigte Sprache, während Italienisch eines für eine stark rechtsverzweigte Sprache darstellt.